# Settimana tragica (Spagna)
Settimana tragica è il nome che è stato dato a una serie di sanguinose contestazioni contro l'esercito da parte delle classi operaie di Barcellona e di altre città catalane, supportate da anarchici, comunisti e repubblicani, durante l'ultima settimana del luglio 1909. Fu causata dal richiamo, da parte del primo ministro Antonio Maura, di truppe di riserva che sarebbero state utilizzate come rinforzi quando la Spagna ricominciò la sua attività coloniale in Marocco.
Il Ministro della Guerra richiamò la Terza Brigata Mista, che era composta da unità attive e di riserva in Catalogna. Tra queste vi erano 520 uomini che avevano completato il servizio attivo sei anni prima. Era possibile rifiutare di arruolarsi ma questo sarebbe costato 6 000 real, una cifra oltre le possibilità della maggior parte dei lavoratori.
A causa di questo l'organizzazione Solidariedad Obrera, guidata da anarchici e socialisti, organizzò uno sciopero generale per il 26 luglio 1909, un lunedì, contro il richiamo dei riservisti da parte di Maura. Atti di vandalismo furono compiuti da elementi chiamati jóvenes bárbaros, associati con il Partito Repubblicano Radical Socialista di Alejandro Lerroux. Il martedì gli operai presero il controllo di Barcellona, fermando i treni delle truppe e deviando i tram.
Molti dei rivoltosi erano antimilitaristi, anticolonialisti e anticlericali. La Chiesa era considerata parte della corrotta struttura borghese i cui figli non sarebbero dovuti andare in guerra e molti erano stati fomentati contro la Chiesa da parte degli elementi anarchici presenti nella città. Dopo gli incidenti nel centro di Barcellona, le forze di sicurezza spararono ai dimostranti sulle Ramblas. Vennero così formate barricate nelle strade e fu proclamata la legge marziale.
Le truppe barcellonesi si rifiutarono di sparare ai loro compatrioti così il governo mandò a sedare la rivolta truppe provenienti da Valencia, Saragozza, Pamplona e Burgos, causando così decine di morti e ponendo fine alla rivolta. L'esercito regolare ebbe 8 morti e 124 feriti mentre i civili contarono tra le 104 e le 150 vittime; circa 1 700 persone furono accusate di aver fomentato o partecipato alla rivolta: 5 furono condannate a morte (tra cui Francesc Ferrer i Guàrdia), 59 all'ergastolo, mentre Alejandro Lerroux fu costretto all'esilio.